# Jaroslav Weidmann
Jaroslav Weidmann (30. října 1884 Lomnice nad Lužnicí – 27. června 1942 Vejprnice) byl český důstojník a odbojář popravený nacisty.

## Život

### Před druhou světovou válkou
Jaroslav Weidmann se narodil 30. října 1884 v Lomnici nad Lužnicí v rodině učitele obecné školy v Lomnici nad Lužnicí a poté řídícího učitele v Třeboni Antonína Weidmanna a Eleonory, rozené Dvořákové. V roce 1919 se oženil s Ludmilou Kubíčkovou, manželům se v roce 1923 narodila dcera Milena. Byl důstojníkem Československé armády, sloužil převážně v Plzni mj. u 6. praporu polních myslivců. Mimo to byl předsedou odbočky Svazu československých důstojníků v Plzni a okresním náčelníkem branné výchovy tamtéž. V době rozpadu Československa v březnu 1939 byl již ve výslužbě. Dosáhl hodnosti podplukovníka.

### Druhá světová válka
Již den před německou okupací 14. března 1939 zorganizoval Jaroslav Weidmann v předtuše neblahých událostí v plzeňské pivnici u Salzmannů setkání záložních důstojníků, ze kterých utvořil odbojovou organizaci o několika skupinách navázanou na Obranu národa složenou z dvanácti bývalých vojáků a celkově asi třiceti osob. Skupina prováděla záškodnickou, sabotážní a zpravodajskou činnost zaměřenou zejména na zbrojní výrobu v plzeňské Škodovce, pomáhala bývalým vojákům v odchodu do exilu, shromažďovala a ukrývala zbraně, prováděla přípravy na případné povstání a díky dobré konspiraci unikala hledáčku gestapa. Osudným se jí stal dopis odeslaný kpt. Františkem Sigmundem své známé, která byla nuceně nasazena v Německu, kde se chlubil založením odbojové skupiny. Dopis byl zachycen německou cenzurou, František Sigmund 12. května 1942 zatčen, při následných výsleších poté vyzradil své spolupracovníky. V následujících dnech bylo postupně zatčeno jedenáct osob, Jaroslav Weidmann ale unikal. Gestapo jako rukojmí zadrželo jeho manželku Ludmilu a dceru Milenu. Jaroslav Weidmann se poté sám přihlásil v domnění, že budou propuštěny. To se o den později stalo, obě ale byly v listopadu 1942 po s nimi nijak nesouvisející odbojové akci zatčeny znovu a v únoru 1943 zavražděny v koncentračním táboře Auschwitz. Jaroslav Weidmann byl společně s dalšími včetně Františka Sigmunda v době druhé heydrichiády 27. června 1942 odsouzen k trestu smrti a popraven v tzv. Suchém dole u Vejprnic. Těla popravených byla zpopelněna v plzeňském krematoriu a jejich popel poté rozsypán v prostoru popraviště. Část jeho odbojové skupiny působila až do konce druhé světové války.

## Posmrtné připomínky

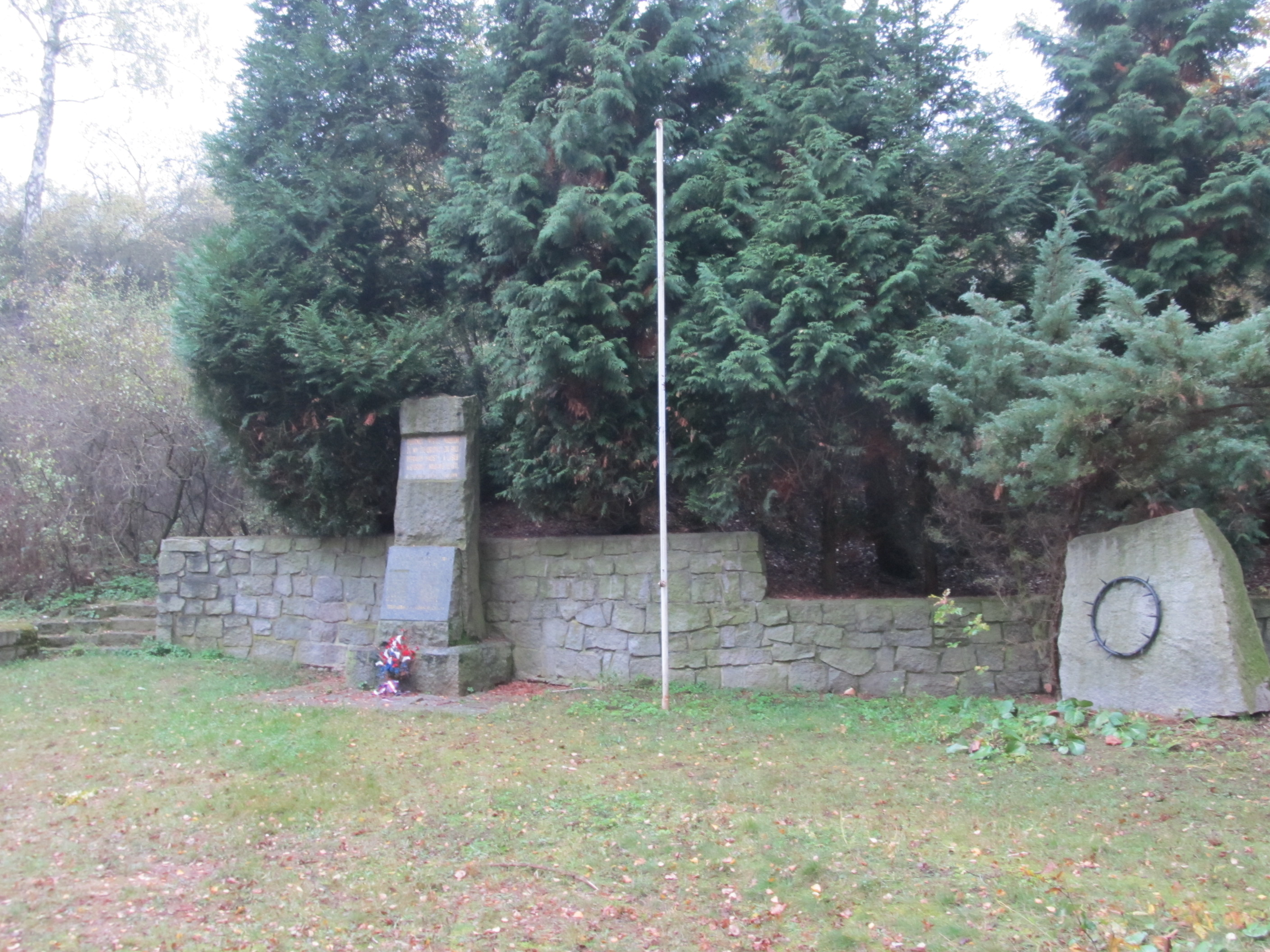
Pietní místo na nacistickém popravišti v Suchém dole u Vejprnic

- Jaroslavu Weidmannovi, Ludmile Weidmannové a Mileně Weidmannové byla v Plzni v Dobrovského ulici čp. 8 v roce 2024 odhalena pamětní deska.[4]
- V místě popraviště v Suchém dole u Vejprnic bylo zřízeno pietní místo s pomníkem popravených

### Videa
- Nevídaný nacistický teror při popravách českých vlastenců (video z cyklu Temná doba na Youtube.com, 2023)